# Scott Snyder

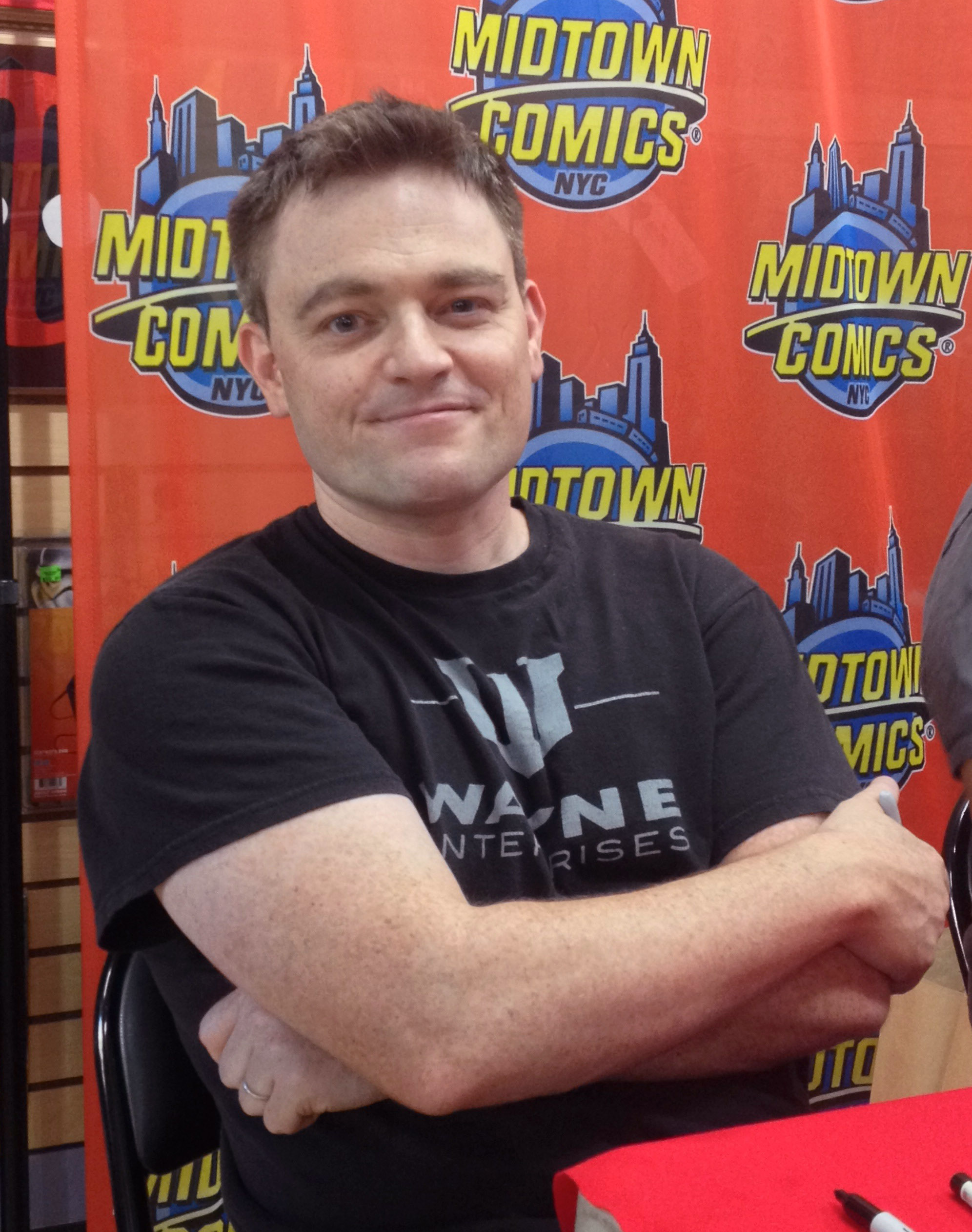
Scott Snyder (2016)

Scott Snyder (* 1976 in New York City) ist ein US-amerikanischer Schriftsteller.

## Leben
Snyder jobbte nach seinem College-Abschluss zunächst bei Disney World in Florida. Danach lehrte er kreatives Schreiben an der Columbia University in New York. Er schreibt Kurzgeschichten, die auch gesammelt in Deutschland in dem Werk Happy Fish erschienen sind. 2012 schrieb er zusammen mit dem Zeichner Yanick Paquette, am DC Comic Swamp Thing und mit den Zeichner Rafael Albuquerque American Vampire für Vertigo.

## Werke
- Happy Fish. DTV, München 2004, ISBN 3-423-24381-3.